# Aerinita
L'aerinita és un mineral de la classe dels silicats relacionat amb el grup dels piroxens. El nom ve del grec «ἀέρινος», eteri, (que té propietats de l'aire) i d'aquí se’n pot derivar alguna de les seves propietats com el color del cel (blau-cel).
La seva fórmula química va ser actualitzada l'any 2025 a (Ca,Na)₆(Fe³⁺,Fe²⁺,Mg,Al)₄(Al,Mg)₆Si₁₂O₃₆(OH)₁₂(CO₃)(H₂O)₁₂, degut a que a partir del mes de juliol de 2025 canvia la manera en que es mostren les molècules d'aigua a les fórmules depenent si els oxígens pertanyen a algun poliedre de coordinació o no.
A finals de la dècada de 1860 el Museu de Wroclaw (Polònia) va incorporar a la seva col·lecció un mineral de color blau intens procedent dels Pirineus. Lasaulx va estudiar-lo uns anys més tard adonant-se que es tractava de quelcom diferent fins al moment. Va proposar el nom d'Aërinit, tot i que encara es desconeixia la procedència exacta. No va ser fins al 1882 que es va descobrir el jaciment de Casserres del Castell, a Estopanyà, considerant-se des de llavors la localitat tipus.
Fou emprada entre els segles XI i XV com a pigment en les nombroses pintures murals del romànic de l'Aragó, Oest de Catalunya, Andorra i sud de França, zones properes als jaciments del mineral. El blau de Sant Climent de Taüll, per exemple, està fet amb aquest mineral.

## Formació i jaciments
És un mineral que es troba en fàcies de zeolites hidrotermals, format a relativament baixa temperatura a l'interior de fractures i vetes de roques ígnies màfiques. Es forma per l'alteració dels basalts i les andesites.
Típicament sol anar associat als minerals prehnita, ellagita i mesolita.
Se'n troben jaciments a Saint Pandelon a Aquitània (França), Cadis o Màlaga, així com a Nova Jersey (Estats Units). Als territoris de parla catalana se n'ha trobat a Tartareu (Les Avellanes i Santa Linya, Lleida), Casserres del Castell (Estopanyà, Osca) a la pedrera Los Serranos (Albatera, Alacant), a Los Vives (Orihuela, Alacant), a la pedrera Los Arenales (Torás, Castelló) i a Altura (Castelló).